# Sinfonia n. 1 (Michael Haydn)
La Sinfonia n. 1 in Do maggiore MH 23 (Perger 35, Sherman 1) è una composizione di Michael Haydn, scritta a Vienna intorno al 1759. Nonostante la numerazione, non è ancora certo che questa sia stata la prima sinfonia da lui composta.

## Struttura
La strumentazione prevede parti per due oboi, due fagotti, due corni, due trombe in Do, timpani e archi.
Sono presenti quattro movimenti, coerentemente con i canoni della sinfonia del Classicismo:
1. Allegro
2. Andante (in Sol maggiore)
3. Minuetto e Trio (entrambi in Fa maggiore)
4. Presto